# 弘農公主
弘農公主（?—?），中国西晋公主，晉惠帝之女，一說武帝司马炎之女。
弘農公主嫁给了傅祗的儿子傅宣，永嘉之亂后，晉懷帝被漢國俘虜，傅祗于河阴建行台，派傅宣、弘農公主与尚书令和郁向方镇长官征集义军营救怀帝。不久傅祗、傅宣病死，公主史書沒有交代結果。《艺文类聚 卷十六》称贾南风有两女：弘农郡公主司马宣华、哀献皇女司马女彦。临海公主一说为羊献容皇后所生，弘农郡公主司马宣华应是河东公主或始平公主。

## 传记资料
1. ↑  《晉書 卷四十七 列傳第十七 傅祗傳》